# Garçon!
Garçon! is een Franse film van Claude Sautet die werd uitgebracht in 1983.
Voor het scenario werkte Sautet voor de zesde en laatste keer samen met scenarist Jean-Loup Dabadie.

## Samenvatting
De prille zestiger Alex, een oud-tapdanser, is kelner in een grote brasserie in Parijs. Hij deelt een appartement met zijn vriend en collega Gilbert, een dertiger. Alex is sinds jaar en dag gescheiden van zijn vrouw. Hij is een onbezorgde en opgeruimde levensgenieter die al heel wat relaties achter de rug heeft. Hij koestert de droom ooit een pretpark te bouwen aan zee. Op een dag ontmoet hij toevallig opnieuw Claire, een jonge vrouw die hij vijftien jaar geleden heeft gekend. Hij wordt passioneel verliefd op haar.

## Rolverdeling
- | Acteur             | Personage        | Beschrijving               |
| ------------------ | ---------------- | -------------------------- |
| Yves Montand       | Alex             |                            |
| Nicole Garcia      | Claire           | 34 jaar                    |
| Jacques Villeret   | Gilbert          | collega en vriend van Alex |
| Rosy Varte         | Gloria           | de rijke ex van Alex       |
| Dominique Laffin   | Coline           | een jonge ex van Alex      |
| Marie Dubois       | Marie-Pierre     | gezellin van Gilbert       |
| Bernard Fresson    | Francis          | de kok                     |
| Annick Alane       | Jeannette        |                            |
| Marianne Comtell   | mevrouw Pierreux |                            |
| Jenny Astruc       | mevrouw Paulin   |                            |
| Hubert Deschamps   | Armand           |                            |
| Georges Claisse    | François         | de ex-man van Claire       |
| Henri Genès        | Sangali          |                            |
| Yves Robert        | Simon            |                            |
| Clémentine Célarié | Margot           | de collega van Claire      |